# Àlex Garcia Borau
Àlex Garcia Borau (Barcelona, 5 d'octubre de 1965) és un exfutbolista català, que ocupava la posició de davanter.

## Trajectòria[2]
Comença a destacar a les files del RCD Espanyol, amb qui debuta a primera divisió a la temporada 84/85, en un encontre en el qual marcaria un gol. No retorna a la màxima categoria amb l'Espanyol fins a la 87/88. A partir d'eixa moment es consolida al planter barceloní, encara que com a suplent. En total, fins a 1991 hi disputa 27 partits i marca tres gols.
Posteriorment, la seua carrera prossegueix per equips més modestos, com la UE Sant Andreu, el Deportivo Alavés o el CF Gavà. Després de la seua retirada, ha seguit vinculat al món del futbol, dins de l'organigrama tècnic del RCD Espanyol.